# Івіца Кірін
І́віца Кі́рін (хорв. Ivica Kirin, нар. 14 червня 1970 р., Вировитиця, СР Хорватія, СФРЮ) — хорватський політик, нинішній міський голова Вировитиці, колишній  міністр внутрішніх справ у дев'ятому хорватському уряді.

## Біографічні дані
1994 року закінчив факультет геотехнічного будівництва у Вараждині. У 1997 році вступив до ХДС.  Був головою Вировитицького осередку Молоді ХДС (хорв. Mladež HDZ-a), молодіжного крила ХДС. На посаду мера Вировитиці вступив після дострокових виборів, що відбулися в березні 2003 р., ставши наймолодшим мером Хорватії. На посаді мера Вировитиці перебував два строки (хоча ні разу не пробув повний чотирирічний строк). 12 липня 2005 року обійняв посаду міністра внутрішніх справ після того, як його попередник Мар'ян Млинарич подав на звільнення за станом здоров'я. Таким чином Кірін став наймолодшим міністром в уряді прем'єр-міністра Санадера.
29 грудня 2007 р. через скандал з полюванням на кабанів подав у відставку з посади міністра. Справа в тому, що Кірін був на полюванні разом із генералом Младеном Маркачем, на той час звинуваченим разом з Анте Готовіною і Іваном Чермаком (всіх трьох згодом виправдали) у воєнних злочинах. Младен Маркач перебував під домашнім арештом, будучи випущеним із в'язниці МТКЮ на поруки, і умовою цього умовно-дострокового звільнення була заборона покидати своє місце проживання, а Кірін як міністр внутрішніх справ відповідав за забезпечення виконання Маркачем умов його умовно-дострокового звільнення.2 січня 2008 р. прем'єр-міністр прийняв його відставку
14 травня 2008 Кірін знову став мером Вировитиці з переобранням на виборах 2009 року.
Одружений, батько двох дітей.